# Перл (Илиноис)
Перл (енгл. Pearl) град је у америчкој савезној држави Илиноис.

## Демографија
По попису из 2010. године број становника је 138, што је 49 (-26,2%) становника мање него 2000. године.
| Група             | 2000.       | 2010.       |
| Белци             | 186 (99,5%) | 131 (94,9%) |
| Афроамериканци    | 0 (0,0%)    | 1 (0,7%)    |
| Азијати           | 0 (0,0%)    | 0 (0,0%)    |
| Хиспаноамериканци | 0 (0,0%)    | 2 (1,4%)    |
| Укупно            | 187         | 138         |